# Judith Resnik
Judith Arlene Resnik (n. 5 aprilie 1949, Akron, Ohio, SUA – d. 28 ianuarie 1986, Cape Canaveral⁠(d), Florida, SUA) a fost o ingineră americană și o astronaută NASA, care a zburat cu succes în spațiu cu naveta spațială Discovery în misiunea STS-41-D (1984). A murit în explozia navetei spațiale Challenger în timpul misiunii STS-51-L, din care făcea parte în calitate de specialist.
Resnik a fost cea de-a doua femeie astronaut americană, înregistrând 145 de ore pe orbita terestră. Era absolventă a Carnegie Mellon University și obținuse un doctorat în inginerie electrică la University of Maryland. Premiul IEEE Judith Resnik pentru inginerie spațială a fost denumit astfel în onoarea ei.